# Mjølner
Mjølner, Mjolnir (także Mjǫlnir, Mjollnir, Mjölner, Mjölnir, Mjølnir lub Mjølne) – w mitologii nordyckiej młot Thora, boga burzy i piorunów. Według Snorriego Sturlusona został wykuty przez krasnoludy o imionach Sindri i Brokk.

## Nazwa
Znaczenie słowa Mjølner jest zwykle tłumaczone jako ten, który miażdży, od czasownika mölva miażdżyć, po łacinie malleus. 
Polskie słowo mleć lub mielić pochodzi z języka prasłowiańskiego *melti, a to od praindoeuropejskiego *mel(ә) – rozkruszać, rozdrabniać; por. miałki.
Inna teoria łączy tę nazwę z rosyjskim молния (mołnija) i walijskim mellt, oznaczającymi „błyskawica”. Ta teoria utożsamia Mjølner z piorunem jako bronią boga burzy, podobnie do innych mitologii indoeuropejskich.
W tekstach staronordyckich jest określany jako hamarr „młot”, które to słowo w staronordyckim i niektórych współczesnych dialektach norweskich może znaczyć zarówno „młot”, jak i „kamień/skała”, z indoeuropejskiego określenia na „kamień, narzędzie kamienne”, h₂éḱmō; co łączy się z sanskryckim aśman, oznaczającym „kamień, skała, kamienne narzędzie, młot”, a także „błyskawica”.
Mjøl we współczesnym norweskim (nynorsk) oznacza dosłownie „mąka” lub „proszek”, więc „Mjølner” może oznaczać „mielący na pył”.

## Mitologia nordycka

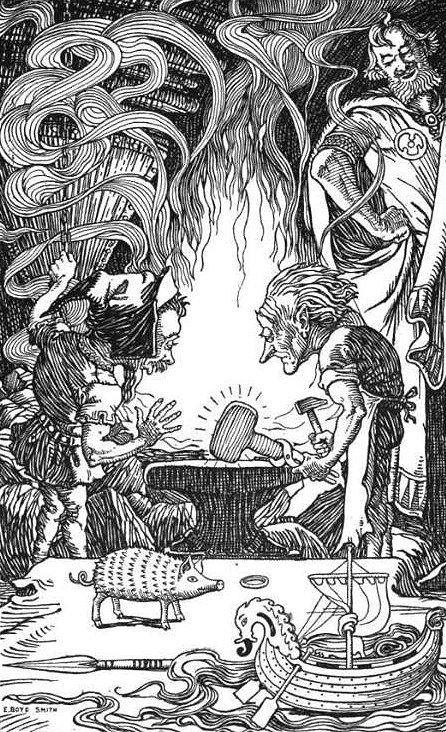
Trzeci dar – olbrzymi młot (1902), Elmer Boyd Smith.

### Edda prozaiczna
W Gylfaginning w Eddzie Prozaicznej (Młodszej) Mjølner jest wymieniany jako jedna z trzech cennych rzeczy posiadanych przez Thora, obok pasa podwajającego jego moc i żelaznych rękawic. Tam też znajduje się informacja, że po śmierci Thora (który zginie w Ragnaröku), jego młot odziedziczą jego synowie: Modi i Magni.
Informacje o pochodzeniu Mjølnera znajdują się w Skáldskaparmál: Loki zakłada się o głowę z Sindrim (lub Eitrim) i jego bratem Brokkrem, że nie zdołają oni stworzyć piękniejszych przedmiotów niż synowie Ivaldiego (karły, które stworzyły cenne rzeczy dla bogów: włócznie Odyna Gungnir i łódź Freja Skíðblaðnir). Mimo że Loki usiłuje im przeszkodzić, karły tworzą Gullinburstiego, dzika dla Freja, Draupnir, złoty pierścień dla Odyna, który codziennie powiela się dziewięciokrotnie, i Mjølner dla Thora. Lokiemu udaje się uniknąć zapłaty, twierdząc, że karły musiałyby przeciąć jego szyję żeby odebrać głowę, a ta nie była przedmiotem zakładu. Edda opisuje ponadto młot jako broń, którą Thor mógł uderzać tak mocno jak tylko chciał, która rzucona, wracała zawsze do jego ręki i którą mógł w razie potrzeby łatwo schować w kieszeni.

### Edda poetycka
Pieśń Þrymskviða w Eddzie poetyckiej opowiada o tym, jak olbrzym Thrym, kradnie Mjølner i żąda za jego zwrot ręki bogini Frei. Aby odzyskać młot, Loki namawia Thora by przebrał się za Freję i udał, że przyjmuje warunki Thrymra. Podczas wesela olbrzym kładzie Mjølner na kolanach „panny młodej”, a Thor zrzuca przebranie i zabija młotem Thryma i zebranych gigantów.

## Świadectwa archeologiczne

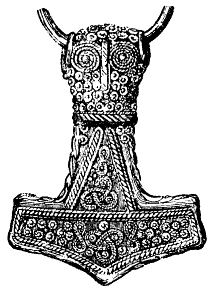
Srebrna zawieszka w kształcie Mjølnera (dł. 4.6 cm) znaleziona na Olandii w Szwecji, obecnie przechowywana w Szwedzkim Muzeum Historycznym w Sztokholmie.
Mjølner odkryty w 1877 w Skanii w Szwecji.
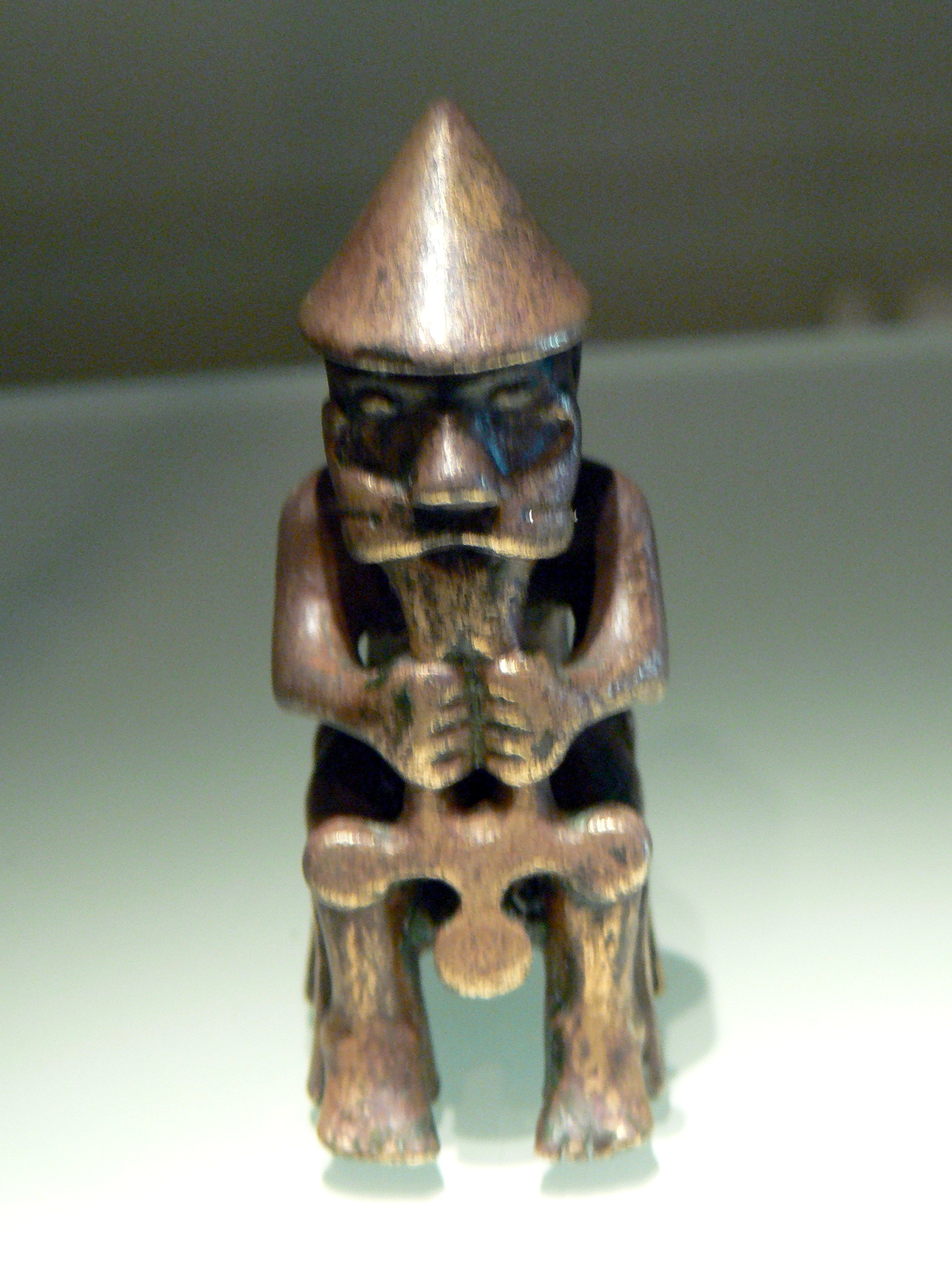
Brązowa statuetka przedstawiająca Thora z młotem (ok. 1000 r.), znajdująca się w Islandzkim Muzeum Narodowym w Reykjaviku.

## Współczesne użycie

### Neopogaństwo
Obecnie Mjöllnir jest ważnym symbolem w Ásatrú i szeroko rozumianym germańskim rekonstrukcjonizmie religijnym. Naszyjniki w kształcie młota Thora (historycznie noszone głównie przez kobiety) oraz tatuaże z tym motywem są często spotykane wśród wyznawców tych ruchów. Także heavy metal, zwłaszcza viking metal i pagan metal, spopularyzowały użycie tego symbolu.

### Heraldyka
Mjöllnir bywa używany jako logo, symbol czy godło, najczęściej w Skandynawii.

Godło gminy Torsås, Szwecja.
Godło szwedzkiego lodołamacza Tor.
Godło szwedzkiego okrętu HMS Mjölner.
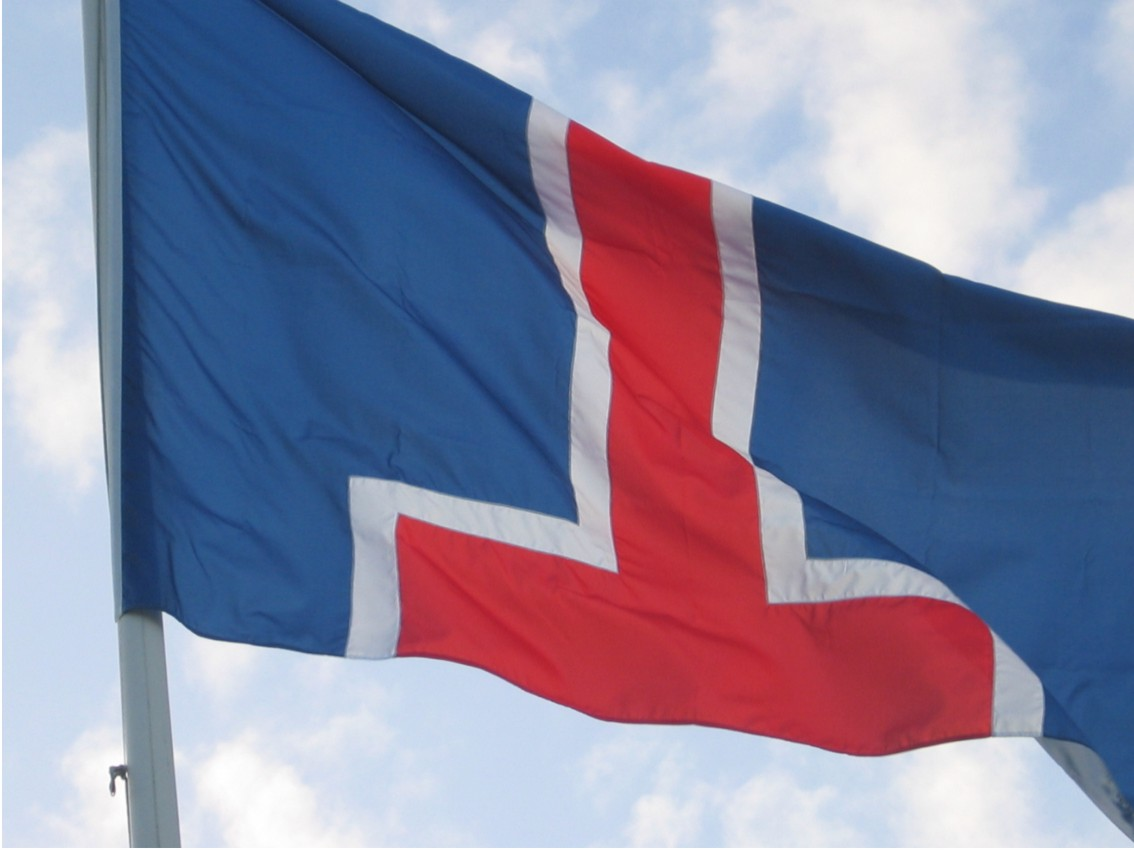
Flaga Wysokoislandzkiego ruchu purystycznego w języku islandzkim.
Herb gminy Thorshavn, Wyspy Owcze.